# كريستوفر فورسبرغ
كريستوفر فورسبرغ (بالسويدية: Christoffer Forsberg)‏ هو لاعب هوكي الجليد سويدي، ولد في 31 مارس 1994 في إوسترسوند في السويد.

## وصلات خارجية
- كريستوفر فورسبرغ على موقع EliteProspects.com (الإنجليزية)